# Powiat de Lublin
Pour les articles homonymes, voir Lublin (homonymie).
Le powiat de Lublin (polonais : powiat lubelski) est un powiat (district) de la voïvodie de Lublin, dans le sud-est de la Pologne.
Il est né le 1er janvier 1999, à la suite des réformes polonaises de gouvernement local passées en 1998. 
Le siège administratif du powiat est la ville de Lublin, bien que ne faisant pas partie du territoire du powiat. Il y a deux autres villes dans le powiat: Bełżyce, située à 23 kilomètres à l'ouest de Lublin, et Bychawa située à 26 kilomètres au sud de Lublin.
Le district couvre une superficie de 1 679,42 kilomètres carrés. En 2006, sa population totale est de 140 562 habitants, avec une population pour la ville de Bełżyce de 7 054 habitants, pour la ville de Bychawa  de 5 285 habitants et une population rurale de 128 223 habitants.

## Division administrative
Le district de Lublin comprend 16 gminy (communes) (2 urbaines-rurales et 14 rurales) :
- 2 communes urbaines-rurales : Bełżyce et Bychawa ;
- 14 communes rurales : Borzechów, Garbów, Głusk, Jabłonna, Jastków, Konopnica, Krzczonów, Niedrzwica Duża, Niemce, Strzyżewice, Wojciechów, Wólka, Wysokie et Zakrzew.

Celles-ci sont inscrites dans le tableau suivant, dans l'ordre décroissant de la population.
| Gmina | Type         | Supérficie (km²) | Population (2006) | Chef-lieu           |
| Gmina Niemce | rural        | 141,2            | 16 360            | Niemce              |
| Gmina Bełżyce                                                                                                   | urbain-rural | 133,9            | 13 876            | Bełżyce             |
| Gmina Bychawa                                                                                                   | urbain-rural | 146,2            | 12 311            | Bychawa             |
| Gmina Jastków                                                                                                   | rural        | 113,8            | 12 248            | Jastków             |
| Gmina Niedrzwica Duża                                                                                           | rural        | 106,8            | 11 034            | Niedrzwica Duża     |
| Gmina Konopnica                                                                                                 | rural        | 92,8             | 11,001            | Konopnica           |
| Gmina Wólka | rural        | 72,8             | 9 171             | Jakubowice Murowane |
| Gmina Garbów | rural        | 102,4            | 8 969             | Garbów              |
| Gmina Strzyżewice                                                                                               | rural        | 108,8            | 7 572             | Strzyżewice         |
| Gmina Jabłonna                                                                                                  | rural        | 131,0            | 7 534             | Jabłonna            |
| Gmina Głusk | rural        | 64,0             | 7 372             | Głusk *             |
| Gmina Wojciechów                                                                                                | rural        | 80,9             | 5 962             | Wojciechów          |
| Gmina Wysokie                                                                                                   | rural        | 114.2            | 5 158             | Wysokie             |
| Gmina Krzczonów                                                                                                 | rural        | 128,2            | 4 942             | Krzczonów           |
| Gmina Borzechów                                                                                                 | rural        | 67,4             | 3 807             | Borzechów           |
| Gmina Zakrzew                                                                                                   | rural        | 75,4             | 3 245             | Zakrzew             |
| *Glusk fait maintenant partie du powiat de Lublin, mais sert encore de siège administratif de la gmina de Głusk |              |                  |                   |                     |

## Démographie
Données du 30 juin 2005 :
| Description | Total   | Total | Femmes | Femmes | Hommes | Hommes |
| ----------- | ------- | ----- | ------ | ------ | ------ | ------ |
| Unité       | Nombre  | %     | Nombre | %      | Nombre | %      |
| Population  | 139 429 | 100   | 71 085 | 50,98  | 68 344 | 49,02  |
| Urbain      | 12 388  | 8,88  | 6 421  | 4,61   | 5 967  | 4,28   |
| Rural       | 127 041 | 91,12 | 64 664 | 46,38  | 62 377 | 44,74  |

## Histoire
De 1975 à 1998, les différentes gminy du powiat actuel appartenaient administrativement à l'ancienne  Voïvodie de Lublin et à la voïvodie de Zamość.